# Ђузепе Мацини
Ђузепе Мацини (итал. Giuseppe Mazzini; Ђенова, 22. јун 1805 — Пиза, 10. март 1872) је био италијански родољуб, револуционар, филозоф и политичар. Идеолог је покрета за уједињења Италије Ризорђименто, за који се борио политички и оружано. Основао је организацију Младу Италију. Залагао се за Уједињене државе Европе.

## Оснивање Младе Италије
Рођен је у Ђенови. Члан тајне револуционарне организације карбонара постао је 1830. Због активности у револуционарном покрету брзо је стављен ван закона. У Марсељ је отишао 1831. и ту је организовао нову политичку организацију Млада Италија (итал. La Giovine Italia). Мото им је био Бог и народ, а основни принцип је био уједињење неколико држава и краљевина на Апенинском полуострву у јединствену републику. Основао је још неколико организација са сличним циљем уједињења или ослобођења других народа: Млада Немачка, Млада Пољска и коначно Млада Европа.

## Идеја уједињења Италије
Мацини је веровао да се уједињење Италије може извести само народним устанком. Због тога је непрестано вршио агитацију и подстицао Италијане на побуну. Из Енглеске је охрабривао, иницирао и организовао бројне мање и веће побуне. Готово у свим датим ситуацијама шансе за успех су биле изузетно мале, али ток историје је био на страни Мацинија, тако да је се са сваким новим изазовом напредовало према циљу италијанског уједињења. Мацини је настављао неуморно са својом активношћу. Његов значај је био више идеолошки него што је био практични. Мацини је заслужан за обликовање политичке идеје да Италија представља земљу, а не скупину старих римских градова-држава. Други су успели остварити Мацинијеву идеју уједињења Италије.
Прогласио је 8. фебруара 1849. Римску Републику, која је трајала само четири месеца.

## Остварење уједињења Италије
После неуспеха револуције 1848. италијански националисти су у краљу Сардиније и његовом председнику владе грофу Кавуру нашли практичне предводнике италијанског уједињења. То је значило раздвајање процеса уједињења Италије од социјалних и политичких реформи. Тада се краткорочно одустало од републике да би се остварило уједињење.
Кавур је успео да осигура савез са Француском и предводио је ратове између 1859. и 1861. за ослобођење Италије од аустријске доминације. Велику улогу је имао Ђузепе Гарибалди, који је био некадашњи Мацинијев следбеник. Италија је 1861. уједињена, али као монархија, а не као република, за шта се Мацини био залагао.

## Није прихватио Италију као монархију
Мацини никад није прихватио монархистичко уређење Италије. Наставио је да ради за демократску републику, па је 1870. ухапшен и протеран. Успео је да се врати са лажним пасошем и живео је у Пизи до своје смрти 1872. Његов политички покрет звао се Републиканска партија, која је била активна до 1990-их. Мацини је кључан у подржавању идеје национализма. Мацини тврди да је земља као породица и да је треба волети и бринути се за њу. Сматрао је да земље не треба да имају границе, које су створили похлепни политичари, него границе одређене географским условима, јер је услове створио Бог. Мацини се веома рано залагао за „Уједињене државе Европе“.